# ピーター・ピアーズ
サー・ピーター・ネヴィル・ルアード・ピアーズ（Sir Peter Neville Luard Pears, 1910年6月22日 ファーナム - 1986年4月3日 オールドバラ）は、イギリスのテノール歌手。作曲家ベンジャミン・ブリテンの生涯にわたるパートナーとして知られた。

## 解説
サリーのファーナムに生まれたピアーズは、オックスフォード大学キーブル・カレッジで音楽を学ぶかたわら、同大学ハートフォード・カレッジのオルガニストを務めた。キーブル･カレッジを中退後は王立音楽大学で2学期間声楽を学んだ。
1934年にピアーズはブリテンと出会う。1937年、ピアーズとブリテンは初めての共同リサイタルをオックスフォード大学ベリオール・カレッジで開催した。その後2人はアメリカを旅行している。帰国後、彼らはウィグモア・ホールにおいてブリテンの『ミケランジェロの7つのソネット』を演奏し、同曲をEMIに録音した。これがピアーズとブリテン最初の共同録音となる。
ブリテンの作品には、ピアーズを想定して書かれた重要なテノールの役が数多い。例えば、『ノクターン』、『テノール、ホルンと弦楽のためのセレナード』、数曲のカンティクル、オペラ『ピーター・グライムズ』、『アルバート・ヘリング』（タイトル・ロール）、『乞食オペラ』（マクベス役）、『オーウェン・ウィングレイヴ』（サー・フィリップ・ウィングレイヴ役）、『ビリー・バッド』（ヴィア艦長役）、『ねじの回転』（クイント役）、『ベニスに死す』（アッシェンバハ役）、および『カーリュー・リヴァー』（狂女役）をはじめとする3つの宗教的寓話などである。
ピアーズは『夏の夜の夢』では副脚本家を務め、同作において自身でも数少ない喜劇的な役を作り上げた。彼はオルガン修理屋のフルート役として、『ランメルモールのルチア』における狂乱の場面を歌ったジョーン・サザーランドのパロディを演じたのである。
1974年、ピアーズは『ベニスに死す』のアッシェンバハ役で、メトロポリタン歌劇場の初舞台を踏んだ。彼は主にロイヤル・オペラ・ハウスや、その他のヨーロッパやアメリカの主要なオペラハウスに登場した。
彼はまた、ブリテン伴奏によるフランツ・シューベルトの歌曲でもその解釈を評価されており、ヨハン・ゼバスティアン・バッハの受難曲では福音史家のパートを担当したことでも知られている。
ピアーズは1978年にナイトに叙された。
1986年、サフォーク州オールドバラにおいて75歳で逝去した。ピアーズの墓はオールドバラのセント・ピーター・アンド・セント・ポール教会の墓地に、ブリテンの墓と隣接して置かれている。